# Kuragaty
Der Kuragaty (kasachisch Қорағаты, Құрағаты; russisch Курагаты, Курагата) ist ein linker Nebenfluss des Tschüi im Gebiet Schambyl in Kasachstan.
Der Kuragaty entsteht nördlich des Kirgisischen Gebirges durch den Zusammenfluss mehrerer Quellflüsse bei der Kleinstadt Lugowoi. Er fließt zuerst in nordöstlicher, später in nördlicher Richtung durch den Randbereich der Mujunkum-Wüste. Der Kuragaty fließt westlich an der Stadt Schu vorbei und mündet nach 184 km linksseitig in den Tschüi.
Das Einzugsgebiet umfasst 8760 km². Der Kuragaty verliert einen bedeutenden Teil seines Wassers durch Versickerung, Verdunstung und Ableitung zu Bewässerungszwecken. 78 km oberhalb der Mündung beträgt der mittlere Abfluss 2,36 m³/s.